# Alexander (Familienname)
Alexander ist ein vom Vornamen Alexander abgeleiteter Familienname. Zu Herkunft und Bedeutung siehe dort.

## Namensträger

### A
- Aaron Alexander (auch Aaron Alexandre; um 1766–1850), deutsch-französischer Herausgeber
- Abraham Alexander (Aktivist) (1717–1786), US-amerikanischer Offizier und Aktivist
- Abraham Alexander (Musiker), US-amerikanischer Musiker und Songwriter
- Adam Rankin Alexander (1781–1848), US-amerikanischer Politiker
- Adolph Alexander (1799–1869), deutscher Politiker
- Alan Alexander (* 1941), schottischer Fußballspieler
- Albert Alexander, 1. Earl Alexander of Hillsborough (1885–1965), britischer Politiker
- Alex Alexander (Fußballspieler) (Alexander Alexander; 1924–2005), schottischer Fußballspieler
- Alex Alexander (Schwimmer) (Fleming Alexander; * 1945), australischer Schwimmer
- Alexander Maria von Alexander (1844–1930), österreichischer Generalmajor
- Alfred Alexander (1880–1950), deutsch-britischer Arzt und Kammerfunktionär
- Ana Alexander (Weitspringerin) (* 1954), kubanische Weitspringerin
- Ana Alexander (Schauspielerin) (* 1979), serbisch-US-amerikanische Schauspielerin
- Andreas Alexander (um 1475–nach 1504), deutscher Mathematiker
- Andrew Alexander (1935–2015), britischer Journalist und Autor
- Andrey Alexander, russischer Künstler, Regisseur und Autor
- Annie Montague Alexander (1867–1950), US-amerikanische Paläontologin
- Anton Alexander (Politiker) (1870–1945), norwegischer Politiker
- Anton Alexander (Schauspieler) (* 1960), britischer Schauspieler
- Archibald Alexander (Politiker) (1755–1822), amerikanischer Arzt und Politiker
- Archibald Alexander (Theologe) (1772–1851), amerikanischer Theologe
- Archibald S. Alexander (1906–1979), amerikanischer Rechtsanwalt, Staatsbeamter und Politiker
- Archie Alexander (Archibald Alphonso Alexander; 1888–1958), US-amerikanischer Bauingenieur und Politiker
- Armstead M. Alexander (1834–1892), US-amerikanischer Politiker
- Arthur Alexander (Mediziner) (1870–nach 1935), deutscher Mediziner
- Arthur Alexander (1940–1993), US-amerikanischer Sänger und Songschreiber
- Ayanna Alexander (* 1982), Dreispringerin aus Trinidad und Tobago

### B
- Ben Alexander (1911–1969), US-amerikanischer Schauspieler
- Benjamin Alexander (Mediziner) (1909–1978), US-amerikanischer Mediziner
- Benjamin Alexander (Skirennläufer) (* 1983), britisch-jamaikanischer DJ und Skirennläufer
- Benjamin F. Alexander (1849–1911), US-amerikanischer Politiker
- Benny Alexander (Khoisan X; 1955–2010), südafrikanischer Politiker
- Bill Alexander (1915–1997), deutscher Maler, siehe William Alexander (Maler, 1915)
- Bill Alexander (* 1934), US-amerikanischer Politiker, siehe William Vollie Alexander
- Bill Alexander (Regisseur) (William Alexander Paterson; * 1948), britischer Theaterregisseur
- Blasius Alexander (1590–1622), Schweizer Pfarrer
- Boyd Alexander (1873–1910), britischer Vogelkundler
- Brigitte Alexander (1911–1995), deutsche Schriftstellerin und Schauspielerin
- Buffy-Lynne Alexander (* 1977), kanadische Ruderin, siehe Buffy-Lynne Williams
- Burkhard Alexander (* 1938), deutscher Fußballspieler und Trainer

### C
- Caroline Alexander (Autorin) (* 1956), britisch-US-amerikanische Autorin
- Caroline Alexander (Radsportlerin) (* 1968), britische Radrennfahrerin
- Cameron Alexander (* 1997), kanadischer Skirennläufer
- Cecil Frances Alexander (1818–1895), irische Dichterin von Kirchenliedern
- Cedric Alexander (* 1989), US-amerikanischer Wrestler
- Charles Alexander (Politiker) (1816–1905), kanadischer Kaufmann und Politiker
- Charles Paul Alexander (1889–1981), US-amerikanischer Insektenkundler
- Charles Alexander (Footballspieler) (* 1957), US-amerikanischer Football-Spieler
- Charlie Alexander (1890–1970), US-amerikanischer Jazzpianist
- Chris Alexander (* 1968), kanadischer Politiker (Conservative Party of Canada), Minister für Staatsbürgerschaft und Einwanderung
- Christian Alexander (* 1990), US-amerikanischer Schauspieler
- Christian Alexander (Jurist) (* 1974), deutscher Rechtswissenschaftler und Hochschullehrer
- Christopher Alexander (1936–2022), britisch-US-amerikanischer Architekt und Architekturtheoretiker
- Claire Alexander (* 1945), kanadischer Eishockeyspieler und -trainer
- Claudia Alexander (1959–2015), US-amerikanische Geophysikerin und Planetologin
- Clifford Alexander (1933–2022), US-amerikanischer Rechtsanwalt, Geschäftsmann und Politiker
- Clyde Alexander (1892–1963), US-amerikanischer Offizier der US Army
- Cole Alexander (* 1989), südafrikanischer Fußballspieler
- Conel Hugh O’Donel Alexander (1909–1974), britischer Schachspieler und Kryptologe
- Connie Alexander (* 1950), britischer Judoka
- Craig Alexander (* 1973), australischer Triathlet
- Curt Alexander (1900–zwischen 1942 und 1945), deutscher Drehbuchautor

### D
- Dale Alexander (* 1949), US-amerikanischer Sprinter
- Daniel Alexander (Fußballspieler) (* 1994), eritreischer Fußballspieler
- Daniel Asher Alexander (1786–1846), englischer Architekt und Ingenieur
- Danny Alexander (* 1972), britischer Politiker
- Dave Alexander (Bluesmusiker) (1938–2012), amerikanischer Bluespianist und Sänger
- Dave Alexander (Rockmusiker) (1947–1975), amerikanischer Rockbassist
- David Alexander (Fußballspieler, 1869) (1869–1941), schottischer Fußballspieler
- David Alexander (Regisseur) (1914–1983), US-amerikanischer Regisseur
- David Alexander (Sänger) (ca. 1929–1995), walisischer Sänger und Entertainer
- David Alexander (Theologe) (1932–2010), US-amerikanischer Theologe
- David Alexander (Politiker, 1952) (* 1952), US-amerikanischer Politiker
- David Alexander (Politiker, 1958) (* 1958), schottischer Politiker
- David Alexander (Footballspieler) (* 1964), US-amerikanischer American-Football-Spieler
- David Alexander (Schauspieler, 1967) (* 1967), US-amerikanischer Schauspieler
- David Alexander (Schauspieler, II), britischer Schauspieler
- David Alexander (Fußballspieler, 1985) (* 1985), Fußballtorhüter aus Guadeloupe
- David Alexander-Sinclair (1927–2014), britischer Generalmajor
- David M. Alexander (* 1945), US-amerikanischer Schriftsteller
- David W. Alexander (1812–1887), US-amerikanischer Politiker
- De Alva S. Alexander (1846–1925), US-amerikanischer Politiker
- Dee Alexander (* 1955), US-amerikanische Jazzsängerin
- Demetrius Alexander (* 1975), US-amerikanischer Basketballspieler
- Denise Alexander (1939–2025), US-amerikanische Schauspielerin
- Devon Alexander (* 1987), US-amerikanischer Boxer
- Dietrich Alexander (1934–1999), deutscher Philosoph
- Dorothy Alexander (1904–1986), US-amerikanische Tänzerin und Choreographin
- Douglas Alexander (Manager) (1864–1949), US-amerikanischer Manager
- Douglas Alexander (* 1967), britischer Politiker (Labour Party)

### E
- Eben Alexander (* 1953), US-amerikanischer Neurochirurg
- Eberhard Alexander-Burgh (1929–2004), deutscher Schriftsteller
- Edan Alexander (* 2007), US-amerikanischer Kinderdarsteller
- Eddie Alexander (* 1964), britischer Radrennfahrer
- Edgar Alexander (1902–1970), deutscher katholischer Publizist und Emigrant
- Edmund Alexander (1865–1933), deutscher Jurist
- Eduard Ludwig Alexander (1881–1945), deutscher Rechtsanwalt und Politiker (KPD)
- Edward Alexander (Radsportler) (* 1964), britischer Radrennfahrer
- Edward Johnston Alexander (1901–1985), US-amerikanischer Botaniker
- Edward Porter Alexander (1835–1910), Brigadegeneral der Konföderierten im Sezessionskrieg
- Edwina Tops-Alexander (* 1974), australische Springreiterin
- Edwyn Alexander-Sinclair (1865–1945), britischer Admiral
- Elisabeth Alexander (1922–2009), deutsche Schriftstellerin
- Elizabeth Alexander (* 1962), US-amerikanische Dichterin, Essayistin und Dramatikerin
- Elizabeth Alexander (Astronomin) (1908–1958), britische Geologin, Radioastronomin und Hochschullehrerin
- Elizabeth Alexander (Schauspielerin) (* 1952), australische Schauspielerin
- Elle Alexander, US-amerikanische Stuntfrau, Stuntkoordinatorin und Schauspielerin
- Eric Alexander (* 1968), US-amerikanischer Jazz-Saxophonist
- Eric Alexander (Fußballspieler) (* 1988), US-amerikanischer Fußballspieler
- Erika Alexander (* 1969), US-amerikanische Schauspielerin
- Ernest Alexander (Ehrman Alexander; 1921–1974), US-amerikanischer Fotograf und Künstler
- Ernie Alexander (1933–2012), US-amerikanischer Politiker
- Ernst Alexander (Landrat) (1881–1966), deutscher Landrat
- Ernst Alexander (1914–1942), deutscher Fußballspieler
- Evan Shelby Alexander (um 1767–1809), US-amerikanischer Politiker

### F
- Felix Alexander (1888–1973), deutsch-amerikanischer Nationalökonom
- Flex Alexander (* 1970), US-amerikanischer Komiker
- Francesca Alexander (1837–1917), US-amerikanische Illustratorin und Autorin
- Francis Alexander (1800–1880), US-amerikanischer Maler
- Franz Alexander (1891–1964), ungarischer Psychiater und Psychoanalytiker
- Fred Alexander (Tennisspieler) (1880–1969), US-amerikanischer Tennisspieler
- Fred Alexander (Schauspieler) (1927–2012), deutscher Schauspieler
- Frederick Matthias Alexander (1869–1955), australischer Schauspieler und Begründer der Alexander-Technik
- Fritz Alexander, Pseudonym von Peter Walther Andreas-Dränert (1900–1979), deutscher Schriftsteller
- Fritz Alexander (Fritz Winfred Alexander II; 1926–2000), US-amerikanischer Jurist und Richter

### G
- Gaius Iulius Alexander, herodianischer Prinz, römischer Suffektkonsul vor 109
- Gaius Iulius Alexander Berenicianus (um 75–um 150), kilikischer Prinz, römischer Suffektkonsul 116
- Garrett Alexander (* 1987), deutscher Schauspieler.
- Gary Alexander (Ringer) (Gary Joseph Alexander; * 1944), US-amerikanischer Ringer
- Gary Alexander (Toningenieur) (* vor 1976), US-amerikanischer Toningenieur
- Gary Alexander (Basketballspieler) (Gary R. Alexander; * 1969), US-amerikanischer Basketballspieler
- Gary Alexander (Fußballspieler) (* 1979), englischer Fußballspieler
- Georg Alexander (1888–1945), deutscher Schauspieler, Regisseur und Produzent
- Georg Alexander (Journalist) (* 1942), deutscher Filmjournalist
- George Alexander (Politiker, 1814) (1814–1903), kanadischer Politiker, Senator
- George Alexander (Politiker, 1839) (1839–1923), irisch-amerikanischer Politiker, Bürgermeister von Los Angeles
- George Alexander (Cricketspieler, 1842) (1842–1913), englischer Cricketspieler
- George Alexander (Cricketspieler, 1851) (1851–1930), australischer Cricketspieler
- George Alexander (Schauspieler) (1858–1918), englischer Schauspieler und Regisseur
- George Alexander (Lacrossespieler) (1886–1929), britischer Lacrossespieler
- Gerda Alexander (1908–1994), deutsche Reformpädagogin
- Gerhard Alexander (1903–1988), deutscher Bibliothekar
- Gerry Alexander (1928–2011), westindischer Cricketspieler
- Gertrud Alexander (1882–1967), deutsch-sowjetische Politikerin, Publizistin und Kunstkritikerin
- Gordon Alexander (1885–1917), britischer Fechter
- Graham Alexander (* 1971), schottischer Fußballspieler
- Gregg Alexander (* 1970), US-amerikanischer Musiker
- Gustav Alexander (Mediziner) (1873–1932), österreichischer Otologe
- Gustav Alexander (1881–1967), fälschlich für George Alexander (Lacrossespieler) (1886–1929), britischer Lacrosse-Spieler

### H
- Haim Alexander (1915–2012), israelischer Komponist
- Hanns Alexander (Mediziner) (1881–1955), deutscher Mediziner
- Hanns Alexander (Kaufmann) (1917–2006), deutsch-britischer Kaufmann
- Hans Alexander (Chemiker) (1865–nach 1935), deutscher Chemiker
- Hans Alexander (Fabrikant) (1874–1942/1943), deutscher Fabrikant (1942 deportiert, ermordet im Warschauer Ghetto)
- Hans Alexander (Aktivist) (1890–1933), deutscher politischer Aktivist
- Hans Alexander (Schauspieler), deutscher Schauspieler
- Harold Alexander, 1. Earl Alexander of Tunis (1891–1969), britischer Feldmarschall und Generalgouverneur
- Hartley Burr Alexander (1873–1939), US-amerikanischer Philosoph und Hochschullehrer
- Hattie Alexander (1901–1968), US-amerikanische Kinderärztin und Mikrobiologin
- Heather Alexander, US-amerikanischer Musiker, siehe Alexander James Adams
- Helmut Alexander (Physiker) (1928–2009), deutscher Physiker
- Helmut Alexander (Historiker) (* 1957), deutscher Historiker
- Henry Alexander (* 1946), deutscher Mediziner
- Henry P. Alexander (1801–1867), US-amerikanischer Politiker
- Henry Templer Alexander (1911–1977), britischer Generalmajor
- Herbert E. Alexander (1927–2008), US-amerikanischer Politikwissenschaftler
- Herbrand Charles Alexander (1888–1965), britischer Offizier
- Herman Alexander (1943–2018), amerikanischer Veteran (Vietnam War) Bronze Star Medal
- Hermann Alexander-Katz (1892–?), deutscher Jurist
- Hirsch Alexander (1790–1842), deutscher Polizist
- Horace Alexander (1889–1989), britischer Vogelkundler
- Hugh Quincy Alexander (1911–1989), US-amerikanischer Politiker
- Hugo Alexander-Katz (1846–1928), deutscher Jurist und Schriftsteller

### I
- Ian Alexander (Schauspieler) (2001) US-amerikanischer Schauspieler
- Ian James Alexander (1947) schottischer Biologe und Hochschullehrer
- Iradj Alexander (* 1975), Schweizer Rennfahrer
- Isaak Alexander (1722–1802), deutscher Rabbiner und Philosoph der Aufklärung
- Iulius Alexander (Rebell) († 190/191), römischer Aufständischer
- Iulius Alexander (Glashersteller), römischer Glashersteller des 2./3. Jahrhunderts

### J
- J. W. Alexander (1916–1996), US-amerikanischer Sänger, Songschreiber, Manager und Musikunternehmer
- Jace Alexander (* 1964), US-amerikanischer Schauspieler und Regisseur
- Jack Alexander (Entertainer) (1935–2013), britischer Entertainer und Komiker
- Jack Alexander (Moderner Fünfkämpfer) (John W. Alexander; * 1954), kanadischer Moderner Fünfkämpfer
- Jah Dain Alexander (* 1999), Fußballspieler der Cayman Islands
- Jaimie Alexander (* 1984), US-amerikanische Schauspielerin
- Jaire Alexander (* 1997), US-amerikanischer American-Football-Spieler
- James Alexander (Jurist) (1691–1756), schottisch-amerikanischer Jurist
- James Alexander junior (1789–1846), US-amerikanischer Politiker
- James Alexander, 4. Earl of Caledon (1846–1898), britischer Peer und Offizier
- James Alexander (Mathematiker) (1888–1971), US-amerikanischer Mathematiker
- James Alexander (Schauspieler) (1914–1961), US-amerikanischer Schauspieler
- James Edward Alexander (1803–1885), britischer Offizier und Reiseschriftsteller
- James Lynne Alexander (1801–1879), kanadischer Lehrer, Dichter und Geistlicher
- James R. Alexander (1930–2019), US-amerikanischer Tonmeister
- Jan Alexander (* 1993), deutscher Jazzmusiker
- Jane Alexander (* 1939), US-amerikanische Schauspielerin
- Jane Alexander (Schwimmerin) (* 1958), britische Schwimmerin
- Jane Alexander (Bischöfin) (* 1959), britisch-kanadische Geistliche, Bischöfin von Edmonton
- Jason Alexander (* 1959), US-amerikanischer Schauspieler, Regisseur und Produzent
- Jay Alexander (* 1971), deutscher Tenor
- Jean Alexander (1926–2016), britische Schauspielerin
- Jeff Alexander (1910–1989), US-amerikanischer Komponist
- Jerry Alexander (* 1970), barbadischer Fußballspieler
- Jessica Alexander (* 1999), britische Schauspielerin und Model
- J’maal Alexander (* 1993), Leichtathlet von den Britischen Jungferninseln
- Joe Alexander (Footballspieler) (Joseph A. Alexander; 1898–1975), US-amerikanischer Arzt, American-Football-Spieler und -Trainer
- Joe Alexander (Saxophonist) (1929–1970), US-amerikanischer Jazzmusiker
- Joe Alexander (Rekordhalter), deutscher Stuntman und Eventmanager
- Joe Alexander (Basketballspieler) (* 1986), amerikanisch-israelischer Basketballspieler
- Joey Alexander (* 2003), indonesischer Jazzpianist
- John Alexander (Politiker) (1777–1848), US-amerikanischer Politiker
- John Alexander (Schauspieler) (1897–1982), US-amerikanischer Schauspieler
- John Alexander (Sänger) (1935–1990), US-amerikanischer Opernsänger (Tenor)
- John Alexander (Tennisspieler) (* 1951), australischer Tennisspieler und Politiker
- John Alexander (Filmschaffender), US-amerikanischer Schauspieler und Choreograf
- John Alexander (Regisseur), US-amerikanischer Regisseur
- John Alexander (Saxophonist) (1948–2017), US-amerikanischer Jazzmusiker
- John G. Alexander (1893–1971), US-amerikanischer Politiker
- John White Alexander (1856–1915), US-amerikanischer Maler und Illustrator
- Jordan Alexander, kanadische Schauspielerin
- Joseph Alexander (Musiker) (um 1770–1840), deutscher Cellist und Komponist
- Joseph Addison Alexander (1809–1860), US-amerikanischer Theologe
- Joshua W. Alexander (1852–1936), US-amerikanischer Politiker
- Julius Alexander (Bankier) (1838–1906), deutscher Bankier

### K
- K Alexander (* 1992), kanadischer Schauspieler und Drehbuchautor
- Karl Alexander (Württemberg) (1684–1737), Herzog von Württemberg
- Karl Alexander (Kapitän) (1890–1940), deutscher Fischdampferkapitän
- Karl Alexander (Autor) (1938–2015), US-amerikanischer Schriftsteller
- Karl Friedrich Alexander (1925–2017), deutscher Physiker und Hochschullehrer
- Katharine Alexander, US-amerikanische Schauspielerin
- Keith Alexander (Fußballspieler) (1956–2010), englischer Fußballspieler und -trainer
- Keith Alexander (Musiker) (1963–2005), amerikanischer Musiker und Tätowierkünstler
- Keith B. Alexander (* 1951), US-amerikanischer General und Nachrichtendienstbeamter
- Keith Alexander (Schauspieler) (bl. 1966), britischer Schauspieler und Hörspielsprecher
- Kemoi Alexander (* 1985), antiguanischer Fußballspieler
- Kenneth C. Alexander (* 1966), US-amerikanischer Politiker
- Kern Alexander (* 1968), US-amerikanischer Rechtswissenschaftler
- Kerstin Alexander (* 1961), deutsche Malerin, Grafikerin und Hochschullehrerin
- Khandi Alexander (* 1957), US-amerikanische Schauspielerin
- Kiki Alexander (* 2001), kanadische Skirennläuferin
- Kineke Alexander (* 1986), Leichtathletin aus St. Vincent
- Klaus Alexander (1932–2019), deutscher Mediziner und Hochschulrektor
- Kwon Alexander (* 1994), US-amerikanischer American-Football-Spieler
- Kyle Alexander (Basketballspieler) (* 1996), kanadischer Basketballspieler
- Kyle Alexander (Skirennläufer) (* 1999), kanadischer Skirennläufer

### L
- Lamar Alexander (* 1940), US-amerikanischer Politiker
- Lee Alexander (* 1991), schottische Fußballspielerin
- Leni Alexander (1924–2005), deutsch-chilenische Komponistin und Hörspielautorin
- Leo Alexander (1905–1985), österreichisch-US-amerikanischer Psychiater und Psychoanalytiker
- Leslie Alexander (Unternehmer) (* 1943), US-amerikanischer Investmentunternehmer und Besitzer von Basketballteams
- Leslie M. Alexander (* 1970), US-amerikanische Historikerin und Hochschullehrerin
- Lexi Alexander, deutsche Regisseurin und Kampfsportlerin
- Lincoln Alexander (1922–2012), kanadischer Politiker
- Lisa Alexander (* 1968), kanadische Synchronschwimmerin
- Lloyd Alexander (1924–2007), US-amerikanischer Schriftsteller
- Logan Alexander (* 1986), bermudischer Fußballspieler
- Lorenzo Alexander (* 1983), US-amerikanischer American-Football-Spieler

### M
- Manfred Alexander (* 1939), deutscher Historiker
- Maria Alexander (* 1936), österreichische Schauspielerin
- Mark Alexander (Politiker) (1792–1883), US-amerikanischer Politiker
- Mark Alexander (Musiker) (* um 1963), US-amerikanischer Keyboarder, Sänger und Songwriter
- Mark Alexander (Maler) (* 1966), britischer Maler
- Martin Alexander, lucianischer Fußballspieler
- Martin Alexander, Pseudonym der britischen Schriftstellers Leonard Daventry
- Mary Alexander (1693–1760), Kauffrau in New York City zur britischen Kolonialzeit
- Matt Alexander (Baseballspieler) (* 1947), US-amerikanischer Baseballspieler
- Matt Alexander (Drehbuchautor)
- Matt Alexander (Rugbyspieler) (* 1966), US-amerikanischer Rugby-Union-Spieler
- Max Alexander (Sänger) (1885–1942), deutscher Opernsänger (Bass)
- Max Alexander (Filmproduzent) (1908–1964), deutsch-US-amerikanischer Filmproduzent
- Max Alexander (Schauspieler) (1953–2016), US-amerikanischer Schauspieler und Comedian
- Meena Alexander (* 1951), indische Schriftstellerin
- Mervyn Alexander (1925–2010), britischer Geistlicher, Bischof von Clifton
- Meta Alexander (1924–1999), deutsche Internistin
- Michael Alexander (Diplomat) (1936–2002), britischer Diplomat und Fechter
- Michael Braun Alexander (* 1968), deutscher Journalist und Schriftsteller
- Michael Alexander-Eichler (Pseudonym Michail Alexander; * 1924), deutsch-australischer Journalist und Schriftsteller
- Michael Charles Alexander (1920–2004), britischer Offizier und Autor
- Michael Salomo Alexander (1799–1845), evangelischer Bischof von Jerusalem
- Michelle Alexander (* 1967), US-amerikanische Juristin, Bürgerrechtlerin und Hochschullehrerin
- Monique Alexander (* 1982), US-amerikanische Pornodarstellerin und Aktmodell
- Monty Alexander (* 1944), US-amerikanischer Jazz-Pianist
- Morgan Alexander (* 1982), kanadischer Bobsportler
- Moses Alexander (1853–1932), US-amerikanischer Politiker
- Mousie Alexander (auch Mousey Alexander; 1922–1988), US-amerikanischer Jazz-Schlagzeuger und Perkussionist

### N
- Nadia Alexander (* 1994), US-amerikanische Schauspielerin
- Nathaniel Alexander (1756–1808), US-amerikanischer Politiker
- Neil Alexander (* 1978), schottischer Fußballspieler
- Neville Alexander (1936–2012), südafrikanischer Linguist und Bürgerrechtler
- Nicholas Alexander (Nick Alexander; * 1988), US-amerikanischer Skispringer
- Nickeil Alexander-Walker (* 1998), kanadischer Basketballspieler
- Nicole Alexander (* 1983), US-amerikanische Fernsehdarstellerin
- Niconnor Alexander (* 1977), Leichtathlet aus Trinidad und Tobago
- Norman Alexander (eigentlich Sascha Smolinski; * 1990), deutscher Magier und Mentalist

### O
- Olly Alexander (* 1990), britischer Film- und Theaterschauspieler und Sänger
- Olufunmilayo Abosede Balogun-Alexander, nigerianische Diplomatin bei den Vereinten Nationen
- Ora Alexander (≈1896–), US-amerikanische Bluessängerin und -komponistin
- Oskar Alexander (1876–1953), österreichisch-ungarischer Maler

### P
- P. C. Alexander (1921–2011), indischer Politiker und Diplomat
- Patrick Alexander (Schriftsteller) (1926–2003), britischer Schriftsteller
- Patrick Young Alexander (1867–1943), britischer Luftfahrtpionier
- Paul Alexander (Politiker), ostpreußischer Politiker
- Paul Alexander (Byzantinist) (1910–1977), US-amerikanischer Byzantinist deutscher Herkunft und Hochschullehrer (Emigration in die USA 1935)
- Paul Alexander (Polio-Überlebender) (1946–2024), US-amerikanischer Anwalt und Polio-Überlebender
- Paul Alexander-Katz (1854–1922), deutscher Jurist und Hochschullehrer
- Pero Alexander (auch Peter Alexander, geb. Hans Eduard Pfingstler; 1921–2011), deutscher Schauspieler
- Pete Alexander (1887–1950), US-amerikanischer Baseballspieler
- Peter Alexander (1926–2011), österreichischer Sänger, Schauspieler und Fernsehmoderator
- Peter Alexander (Biochemiker) (1922–1993), Biochemiker
- Peter Alexander (Maler) (1939–2020), US-amerikanischer Maler
- Peter Alexander (England) (* 1952), englischer Schauspieler und Regisseur
- Peter Alexander (Journalist) (* 1976), US-amerikanischer Journalist
- Pico Alexander (* 1991), US-amerikanischer Schauspieler

### Q
- Quincy Alexander (* 1993), Radrennfahrer aus Trinidad und Tobago

### R
- Ray Alexander (1925–2002), US-amerikanischer Jazzmusiker
- Reed Alexander (* 1993), US-amerikanischer Schauspieler
- Reese Alexander (* 1968),  kanadischer Schauspieler und Stuntman
- Richard Alexander (Schauspieler, 1852) (1852–1923), deutscher Schauspieler
- Richard Alexander (Schauspieler, 1902) (1902–1989), US-amerikanischer Schauspieler
- Richard Alexander (Sänger) (1920–1985), deutscher Sänger
- Richard Alexander (Politiker) (1934–2008), britischer Politiker
- Richard Alexander (Hockeyspieler) (* 1981), britischer Feldhockeyspieler
- Richard D. Alexander (1929–2018), US-amerikanischer Evolutionsbiologe
- Richard Henry Alexander (1844–1914), kanadischer Geschäftsmann
- Richard L. Alexander (* vor 1975), US-amerikanischer Tontechniker, siehe Rick Alexander
- Ricki Alexander (* 1951), kanadischer Eishockeyspieler, -trainer und -funktionär
- Robert Alexander (Politiker, um 1740) (um 1740–1805), amerikanischer Plantagenbesitzer, Rechtsanwalt und Politiker
- Robert Alexander (Politiker, um 1822)  (um 1822–1884), kanadischer Kaufmann und Politiker
- Robert Alexander (Offizier) (1863–1941), US-amerikanischer Rechtsanwalt und Offizier
- Robert Alexander, Baron Alexander of Weedon (1936–2005), britischer Politiker
- Robert Alexander, Pseudonym von Robert D. Zimmerman (* 1952), US-amerikanischer Schriftsteller
- Robert McNeill Alexander (1934–2016), britischer Zoologe
- Robert J. Alexander (1918–2010), US-amerikanischer Politikwissenschaftler
- Roberta Alexander (* 1949), US-amerikanische Sängerin
- Robin Alexander (* 1975), deutscher Journalist
- Rodney Alexander (* 1946), US-amerikanischer Politiker
- Roger Alexander (* 1981), Fußballspieler der Britischen Jungferninseln
- Roland Alexander (1935–2006), US-amerikanischer Jazzmusiker
- Ronald Alexander (* 1993), indonesischer Badmintonspieler
- Ross Alexander (geb. Alexander Ross Smith; 1907–1937), US-amerikanischer Schauspieler
- Rue J. Alexander (1889–1949), US-amerikanischer Politiker

### S
- Sadie Alexander (1898–1989), US-amerikanische Rechtsanwältin und Bürgerrechtlerin
- Samuel Alexander (1859–1938), britischer Philosoph
- Samuel N. Alexander (1910–1967), US-amerikanischer Informatiker
- Sarah Alexander (* 1971), britische Schauspielerin
- Sasha Alexander (* 1973), US-amerikanische Schauspielerin
- Shai Gilgeous-Alexander (* 1998), kanadischer Basketballspieler
- Shana Alexander (1925–2005), US-amerikanische Journalistin
- Shane Alexander, 2. Earl Alexander of Tunis (* 1935), britischer Peer und Politiker der Conservative Party
- Sharon Alexander (* 1962), israelischer Schauspieler
- Shaun Alexander (* 1977), US-amerikanischer American-Football-Spieler
- Sherwyn Alexander (* 1997), vincentischer Fußballspieler
- Shlomo Alexander (1930–1998), israelischer Physiker
- Scott Alexander (* 1963), US-amerikanischer Drehbuchautor und Produzent
- Siegfried Alexander (1886–um 1944), deutscher Rabbiner (ermordet in Auschwitz)
- Stephen Alexander (1806–1883), US-amerikanischer Astronom
- Sydenham Benoni Alexander (1840–1921), US-amerikanischer Politiker

### T
- Tansy Alexander, US-amerikanische Schauspielerin
- Taru Alexander (* 1967), US-amerikanischer Jazzmusiker
- Tatjana Alexander (* 1969), deutsche Schauspielerin
- Terence Alexander (1923–2009), britischer Schauspieler
- Texas Alexander (1900–1954), US-amerikanischer Bluessänger
- Theodor Alexander (1835–1920), deutscher Jurist und Abgeordneter
- Thomas Cecil Alexander (1884–1968), britischer Pfadfinder
- Thomas G. Alexander (Thomas Glen Alexander; * 1935), US-amerikanischer Historiker
- Tiberius Iulius Alexander (Vater) (vor 10 v. Chr.–nach 50 n. Chr.), romanisierter Jude, römischer Zollbeamter in Alexandria
- Tiberius Iulius Alexander (Sohn) (um 10 n. Chr.–nach 70 n. Chr.), Präfekt von Judäa und Ägypten
- Tiberius Iulius Alexander Iulianus, Arvalbruder und Suffektconsul 117 n. Chr.
- Tim Alexander (Spezialeffektkünstler), Spezialeffektkünstler
- Tim Alexander (Schlagzeuger) (* 1965), US-amerikanischer Schlagzeuger
- Timothy Alexander (* 1949), australischer Segler
- Tom Alexander (Fußballspieler) (1873–1939), nordirischer Fußballspieler
- Tom Alexander (Schwimmer) (Thomas Alexander; * 1958), kanadischer Schwimmer
- Tom Alexander (Schauspieler) (geb. Thomas John Grella; 1963–1992), US-amerikanischer Schauspieler
- Tom Alexander (Schriftsteller) (Thomas Christopher Peter Alexander; * 1963), US-amerikanischer Schriftsteller, Komponist und Sprecher
- Trent Alexander-Arnold (* 1998), englischer Fußballspieler
- Tyler Alexander (1940–2016), US-amerikanischer Motorsportingenieur
- Tyrone Jordan Alexander (* 1997), deutsch-amerikanischer American-Football-Spieler

### V
- Van Alexander (eigentlich Alexander Van Vliet Feldman; 1915–2015), US-amerikanischer Jazz-Komponist, Arrangeur und Bandleader
- Victoria Alexander, US-amerikanische Schriftstellerin
- Victoria D. Alexander (* 1959), britische Soziologin
- Volbert Alexander (* 1944), deutscher Volkswirtschaftler und Hochschullehrer

### W
- Wendy Alexander (* 1963), schottische Politikerin
- Wilfred Backhouse Alexander (1885–1965), britischer Zoologe
- William Alexander (Politiker, † 1446) († 1446), englischer Politiker
- William Alexander, 1. Earl of Stirling (um 1576–1640), schottischer Adliger, Dichter und Politiker
- William Alexander (Koloniegründer) (um 1602–1638), kanadischer Koloniegründer
- William Alexander (Politiker, 1690) (um 1690–1761), schottischer Politiker und Provost von Edinburgh
- William Alexander, Lord Stirling (1726–1783), amerikanischer General im Unabhängigkeitskrieg
- William Alexander (Maler, 1767) (1767–1816), britischer Maler
- William Alexander (Bischof) (1824–1911), irischer Geistlicher, Bischof von Derry
- William Alexander (Politiker, 1874) (1874–1954), schottischer Politiker und Offizier
- William Alexander (Soldat) (1880–1917), kanadischer Soldat
- William Alexander, Baron Alexander of Potterhill (1905–1993), britischer Pädagoge und Life Peer
- William Alexander (Maler, 1915) (Bill Alexander; 1915–1997), deutscher Maler, Kunstpädagoge und Fernsehmoderator
- William Alexander (Autor) (* 1976), US-amerikanischer Schriftsteller
- William Hardy Alexander (1878–1962), US-amerikanischer Klassischer Philologe
- William Lindsay Alexander (1808–1884), schottischer Geistlicher
- William Stewart Alexander (1919–2013), neuseeländischer Pathologe
- William Vollie Alexander (Bill Alexander; * 1934), US-amerikanischer Politiker (Demokratische Partei)

### Z
- Zac Alexander (* 1989), australischer Squashspieler
- Zundra Feagin-Alexander (* 1973), US-amerikanische Leichtathletin